# Brasier (géologie)
Pour les articles homonymes, voir Brasier.
Le brasier est une variété de grès rouge exploité dans la région de Brive-la-Gaillarde et employé dans les constructions traditionnelles.
Il s'agit d'une roche sédimentaire, issue de l’agrégation et la cimentation de grains de sable, pouvant être identifiée comme du grès kaolinitisé. Elle est friable en surface, plus dure en profondeur, et très abrasive.